# 킴 킬센

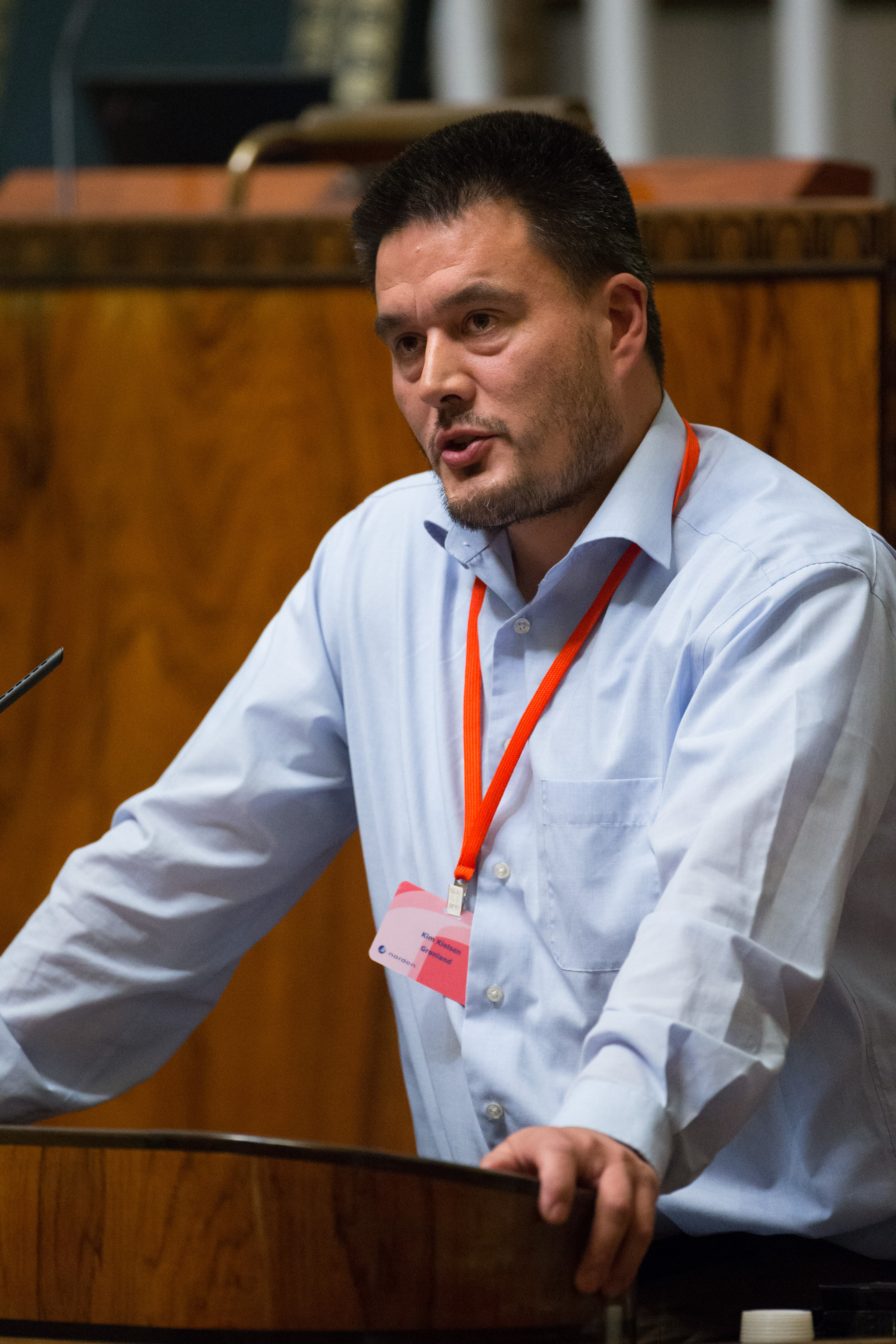
김 키엘센

킴 킬센(Kim Kielsen, 1966년 11월 30일 ~ )은 그린란드의 정치인으로, 옛 전진 지도자이면서 그린란드의 총리이다.

## 생애
1996년부터 2003년까지 우페르나빅(Upernavik)과 파미우트(Paamiut)에서 선원 및 경찰관이었다. 2005년 그린란드 의회와 파미우트(Paamiut)의 시 정부에서 전진(Siumut) 소속 의원에 선출되면서 정치에 뛰어들었다. 알레카 하몬드 정부에서는 주택, 자연 및 환경장관을 지냈으며 하몬드가 사임하고 전진이 연속으로 킬센을 지도자로 선임한 2014년 10월에 전체 65표 중 44표를 확보하여 그린란드의 총리가 되었다. 2021년 그린란드 총선거에서 인민의 공동체가 그린란드 의회에서 제1당 지위에 오름에 따라 총리 자리에서 물러났다.